# South African Open 1975
Il South African Open 1975 è stato un torneo di tennis giocato sul cemento indoor. È stata la 2ª edizione del torneo che fa parte del Commercial Union Assurance Grand Prix 1975. Il torneo si è giocato a Johannesburg in Sudafrica dal 17 al 23 novembre 1975.

## Campioni

### Singolare maschile
Harold Solomon ha battuto in finale  Brian Gottfried con il punteggio di 6–2 6–4 5–7 6–1

### Doppio maschile
Bob Hewitt /  Frew McMillan hanno battuto in finale  Karl Meiler /  Charlie Pasarell con il punteggio di 7–5 6–4